# Cantone di Luynes
Il Cantone di Luynes era una divisione amministrativa dell'arrondissement di Tours.
A seguito della riforma approvata con decreto del 18 febbraio 2014, che ha avuto attuazione dopo le elezioni dipartimentali del 2015, è stato soppresso.

## Composizione
Comprendeva i comuni di:
- Fondettes
- Luynes
- La Membrolle-sur-Choisille
- Mettray
- Saint-Étienne-de-Chigny